# ورم ظهاري شعري
وَرَمٌ ظِهاريٌّ شَعْرِيّ (بالإنجليزية: Trichoepithelioma)‏ ورم ينشأ من لواحق الجلد ويشبه في مظهره سرطان الخلايا القاعديةوقد تم ربط أحد الأنواع بالكروموسوم 9p21.

## الأنواع
يمكن تقسيمه إلى الأنواع الآتية::672
- ورم ظهاري شعري عائلي متعدد
- ورم ظهاري شعري منفرد
- ورم ظهاري شعري ليفي

## الباثولوجيا
يتكون الورم الظهاري الشعري من أعشاش من الخلايا شبه القاعدية. تفتقد الخلايا للسَدى المخاطيّة والartefactual clefting الموجود في سرطان الخلايا القاعدية. الانقسام المتساوي ليس شائعاً مقارنة بسرطان الخلايا القاعدية.